# Paurophylla
Paurophylla is een geslacht van vlinders van de familie spinneruilen (Erebidae), uit de onderfamilie Hypeninae.

## Soorten
- P. aleuropasta Turner, 1902
- P. bidentata Wileman, 1915
- P. costisigna Hampson
- P. distincta Gaede
- P. microta Hampson
- P. ochrias Hampson
- P. prominens Hampson, 1894